# Natalja Gundariewa

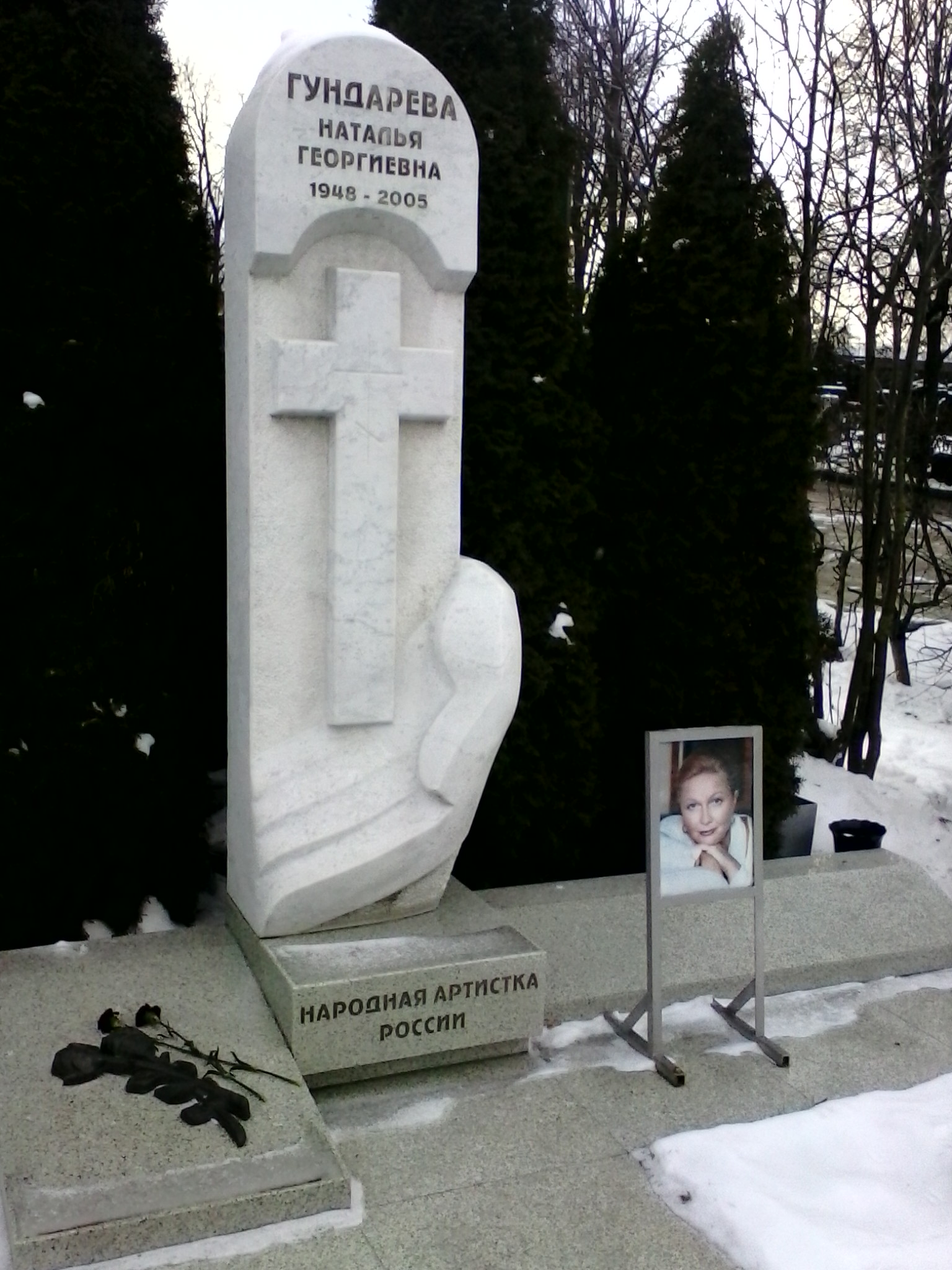
Grób Nataliji Gundariewnej na Cmentarzu Trojekurowskim w Moskwie

Natalja Gieorgijewna Gundariewa (ros. Ната́лья Гео́ргиевна Гу́ндарева; ur. 1948 w Moskwie, zm. 2005 tamże) – radziecka i rosyjska aktorka filmowa i teatralna.
Ukończyła Studium Teatralne im. Szczukina. Pochowana na Cmentarzu Trojekurowskim w Moskwie.

## Wybrana filmografia
- 1971: Przejazdem w Moskwie
- 1972: Wybacz i żegnaj jako bufetowa Nadia
- 1973: Szukam człowieka
- 1976: Kobietka jako Anna Dobrochotowa[3]
- 1977: Jak zranione ptaki jako przybrana matka Denisa[4]
- 1978: Czeka na pana dziewczyna jako Katia Nikanorowa[5]
- 1979: Jesienny maraton jako Nina, żona Andrieja Buzykina[6]
- 1980: Dwadzieścia lat później jako Nadia Krugłowa[7]
- 1982: Wymarzona gra

## Nagrody i odznaczenia
- Nagroda Państwowa ZSRR (1984)
- Ludowy Artysta RFSRR (1980)
- Nagroda Leninowskiego Komsomołu (1978)
- Order „Za zasługi dla Ojczyzny” IV klasy (3 lutego 1998)[8]

I inne.